# اتساع شکم

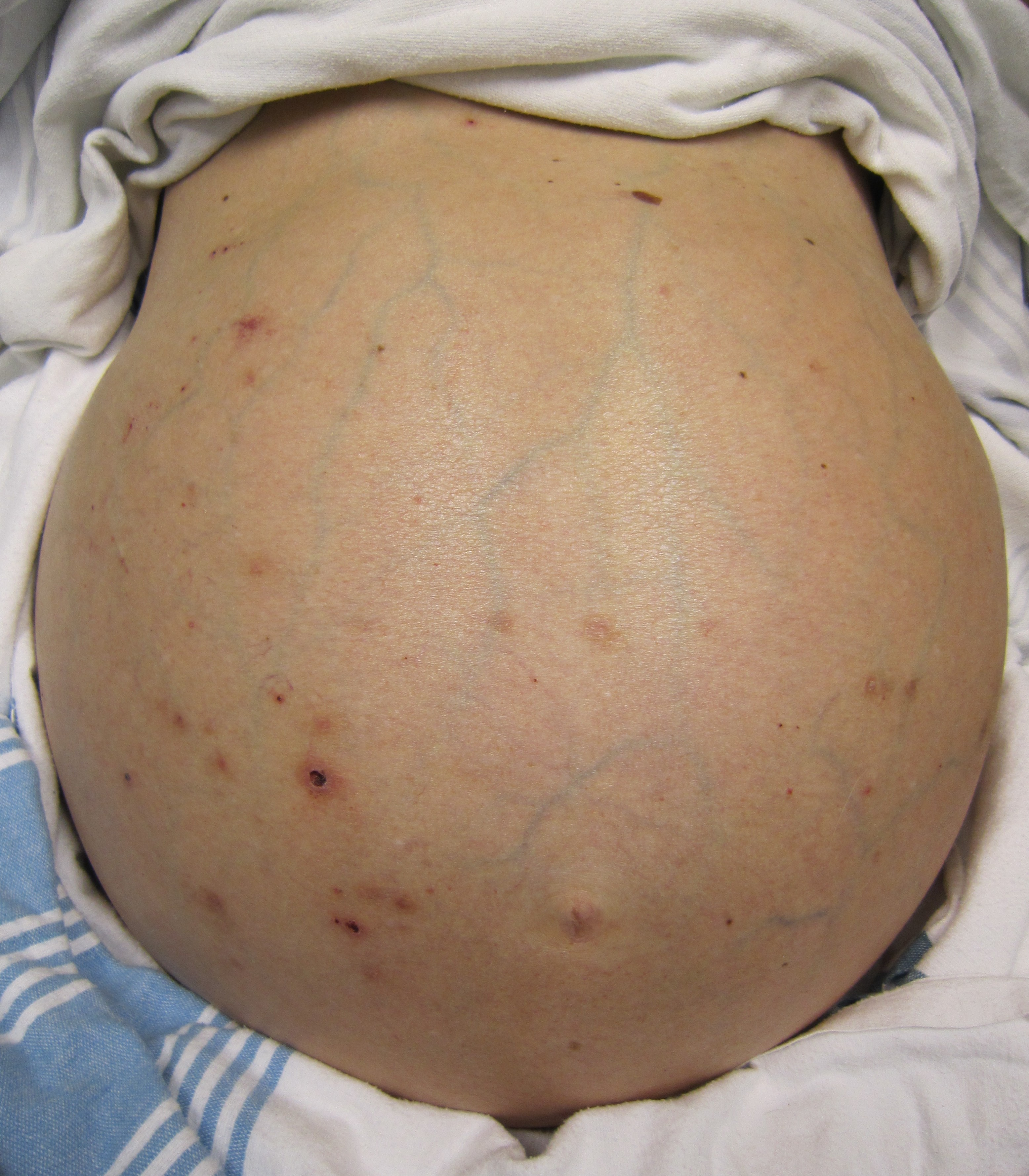
اتساع شکم علل بسیار متفاوتی می تواند داشته باشد که یکی از علل آن تجمع مایع ناشی از سیروز کبدی است

تورم ناحیه شکم که اغلب ناشی از تجمع گاز یا مواد دفعی است. البته گاه اتساع شکم نشانه مشکلات خطرناک مانند مگاکولون توکسیک و انسداد روده‌است.
اتساع شکمی اصوا مشکل شایعی است و در ۲۵٪ جمعیت آمریکا دیده می‌شود.